# مرغ دوزنده پشت‌خاکستری
مرغ دوزنده پشت‌خاکستری (نام علمی: Orthotomus derbianus) نام یک گونه از سرده مرغ دوزنده است.